# Rukowitzberg
Der Rukowitzberg (auch Ruckowiesberg, Ruckwiesberg, Ruckowitzberg) ist 1269 m hoher Berg und liegt nördlich des Großen Falkenstein im Erweiterungsgebiet des Nationalparks Bayerischer Wald.
Am Gipfel wird von einigen kleinen Felsblöcken gespickt, hin und wieder wird ein kleiner Ausblick frei. Weitaus interessanter sind die Schachten in diesem Gebiet, von denen der Ruckowitzschachten und der Sulzschachten in unmittelbarer Nähe liegen. Von diesen ehemaligen Almweiden, die für Wanderer ein willkommener Rastplatz sind, bietet sich ein guter Ausblick.
Über den Rukowitzberg führt der Weitwanderweg E6 von Zwieslerwaldhaus auf den Großen Falkenstein, sodass ihn die allermeisten nicht als eigenständige Wanderung besuchen, sondern nur darüber wandern.